# Dolina Borowca
Dolina Borowca – dolina na Garbie Tenczyńskim na Wyżynie Krakowsko-Częstochowskiej w Lesie Zwierzynieckim, w której płynie Borowcówka. Znajduje się na terenie Tenczyńskiego Parku Krajobrazowego pomiędzy miejscowościami Nawojowa Góra i Młynka, gdzie nad północną  częścią doliny znajduje się właśnie wieś Młynka. W tej wsi, po wschodniej stronie doliny znajduje się kamieniołom wapienia Nielepice.